# Acantholimon gabrieljaniae
Acantholimon gabrieljaniae är en triftväxtart som beskrevs av Mirzoeva. Acantholimon gabrieljaniae ingår i släktet Acantholimon och familjen triftväxter. Inga underarter finns listade i Catalogue of Life.